# AnimeClick.it
AnimeClick.it est un portail Web italien consacré aux mangas et aux animes qui fournit des nouvelles quotidiennes et une grande base de données de fiches consacrées aux animes et aux mangas. Le site, défini à plusieurs reprises comme le plus important du secteur en Italie,,, traite également de curiosités relatives à la culture japonaise, traitant également du marché du jeu vidéo et du fansub en italien.

## Histoire
AnimeClick.it est un site amateur fondé fin 1998 comme une émanation du portail local VeronaClick , qui a publié ses premières nouvelles le 4 octobre 1999. Depuis, il a subi plusieurs transformations : il se composait au départ d'une section consacrée à l'actualité, d'un petit glossaire et d'une galerie photo mise à jour chaque semaine. Par la suite, le site s'est doté d'un forum et d'une base de données de fiches d'information.
Le 31 mai 2011, la rédaction d'AnimeClick.it s'est réunie au sein de l'association culturelle à but non lucratif Associazione NewType Media. Le même jour, le fondateur Andrea Sartori, dit Tacchan, confie la gestion du site à l'association .
Au fil du temps, le site est resté en contact avec les groupes de fansub italiens en général, offrant une liste mise à jour avec toutes les sorties de fansubs amateurs. Tout en présentant une base de données avec des fiches constamment mises à jour et des critiques écrites par ses utilisateurs, l'activité principale d'AnimeClick.it est de fournir des informations sur le domaine de l'anime et du manga. Par la suite, le site a élargi son offre, donnant plus d'espace aux productions dites « live-action », à la j-pop, à la k-pop, et au fansub.
En octobre 2011, AnimeClick.it débarque sur l'Android Market — aujourd'hui Google Play —avec une application qui propose certaines fonctions du site telles que voir les dernières nouvelles, les fiches anime et manga et sa liste des souhaits.
Les activités d'AnimeClick.it ne se limitent pas à la gestion du site Web, en fait, à partir de 2011, le site commence à avoir son propre stand officiel ou des collaborations officielles avec divers salons italiens consacrés au monde de la bande dessinée et de l'animation, tels que le festival de bande dessinée de Lucques (également connu sous le nom Lucca Comics & Games), Napoli Comicon, Cartoomics, Etna Comics, Romics, NovaLudica The Game Fortress, devenant également le partenaire média officiel de certains d'entre eux,. Le stand est utilisé comme espace d'information et de divertissement, réalisant des jeux de prix auto-promotionnels tels que le Gioco dei Cappi. En outre, le personnel organise des événements et des conférences aux conventions concernées, également en collaboration avec des professionnels de l'industrie (Roberto Ceriotti, Pietro Ubaldi, Gualtiero Cannarsi), des acteurs de la voix (Simon Lupinacci, Jacopo Calatroni) et des artistes (Elenza Zanzi, Federica Di Meo). Parallèlement, le site participe également activement à la composition du programme de la première édition du salon NovaLudica The Game Fortress à Palmanova et organise la conférence « Aux origines du manga shōjo. Un voyage en arrière, entre styles narratifs et iconographie », avec la présence du Pr Paolo La Marca de l'université de Catane.
En 2013, avec un regard rétrospectif, un article hébergé sur la version en ligne de La Stampa liste AnimeClick.it parmi les moteurs de la croissance du fansub en Italie  .
En 2015, le site est devenu un réseau de par l'ouverture en janvier 2015 du site SerialClick.it  (avec base de données et actualités liées aux séries télévisées en général) et en juin de la même année de GamerClick.it  (avec base de données et actualités liées au secteur des jeux vidéo japonais). Toujours en 2015, le 10 septembre, il a été officiellement annoncé qu'Alessandro Falciatore, également connu sous le pseudonyme « Ironic74 », a été élu nouveau Webmaster d'AnimeClick.it à la place du fondateur Andrea Sartori, qui à partir de ce moment ne s'occupera plus que de la gestion de l'association NewType Media en tant que président de l'association.
En 2016, AnimeClick.it devient partenaire média du Far East Film Festival (it) d'Udine et en 2018 la première édition des AnimeClick Awards  a lieu pendant le salon Lucca Comics & Games, un événement au cours duquel les éditeurs italiens sont récompensés dans des catégories telles que le Meilleur Éditeur de Manga, le Meilleur Éditeur d'Anime, la Meilleure Série de Mangas, la Meilleure Nouveauté Manga et d'autres catégories toujours liées au thème de l'anime et du manga.
En 2018, Alessandro Falciatore et Francesco Parrilla d'AnimeClick.it avec Filippo Petrucci de Distopia Evangelion et en collaboration avec Dynit, se rendent aux studios Sunrise à Tokyo, la capitale du Japon, pour réaliser une interview vidéo avec Yoshiyuki Tomino, créateur de la série animée Muteki Kōjin Daitarn 3 (L'imbattibile Daitarn 3 en italien). L'interview vidéo est ensuite incluse comme contenu spécial dans la réédition Blu-ray de la série susmentionnée publiée par Dynit en 2019.
Le 10 janvier 2019, la fermeture de SerialClick.it est officiellement annoncée.